# Ludmila Engquist
Ljudmila Viktorovna Engquist, nata Leonova e in seguito al primo matrimonio Narožilenko (in russo Людмила Викторовна Нарожиленко?, Ljudmila Viktorovna Narožilenko; Tambov, 21 aprile 1964), è un'ex ostacolista sovietica naturalizzata svedese, campionessa olimpica dei 100 metri ostacoli ad Atlanta 1996.

## Biografia
Nata nel 1964 in Unione Sovietica, nell'attuale Russia, ha partecipato a tre edizioni dei Giochi olimpici sotto tre nazionalità differenti; nel 1988 come sovietica fu eliminata nelle batterie. Nel 1992 invece gareggiò nella squadra della CSI, ritirandosi prima della partenza della semifinale; fu invece oro nel 1996, sotto la bandiera della rappresentativa svedese, cittadinanza acquisita per matrimonio.
Ha vinto due medaglie d'oro ai mondiali: nel 1991 con l'Unione Sovietica e nel 1997 con la Svezia. Per quest'ultima impresa le venne conferita la Svenska Dagbladet Gold Medal, assegnata per la prima volta ad una donna non nata in Svezia.
Nel 1999 alla Enquist fu diagnosticato un tumore al seno. Dopo l'intervento chirurgico terminò la chemioterapia dopo quattro trattamenti perché non voleva che i farmaci interferissero con la sua carriera atletica.
Trovata positiva ad un test-antidoping nel febbraio 1993 ricevette 4 anni di squalifica, ma fu reintegrata dalla IAAF nel 1995, tornando così alle competizioni. Dopo aver lasciato l'atletica leggera ed essersi dedicata al bob, fu trovata nuovamente positiva in una competizione precedente i Giochi olimpici invernali di Salt Lake City 2002, subendo una seconda squalifica fino a fine 2003 che di fatto ne decreta la fine della carriera sportiva.
Ha stabilito quattro volte la miglior prestazione mondiale stagionale nei 100 metri ostacoli: 1991, 1992, 1996, 1997.

## Record nazionali

### Seniores
Record nazionali russi
- 100 metri ostacoli: 12"26 ( Siviglia, 6 giugno 1992)
- 60 metri ostacoli indoor: 7"69 ( Čeljabinsk, 4 febbraio 1990)

Record nazionali svedesi
- 100 metri ostacoli: 12"47 ( Atlanta, 29 luglio 1996) - ( Siviglia, 28 agosto 1999)

## Palmarès
| Anno                                      | Manifestazione  | Sede       | Evento   | Risultato        | Prestazione | Note                                     |
| ----------------------------------------- | --------------- | ---------- | -------- | ---------------- | ----------- | ---------------------------------------- |
| In rappresentanza dell' Unione Sovietica  |                 |            |          |                  |             |                                          |
| 1988                                      | Giochi olimpici | Seul       | 100 m hs | Semifinale       | dnf         |                                          |
| 1989                                      | Mondiali indoor | Budapest   | 60 m hs  | Argento          | 7"83        |                                          |
| 1991                                      | Mondiali indoor | Siviglia   | 60 m hs  | Oro              | 7"88        |                                          |
| 1991                                      | Mondiali        | Tokyo      | 100 m hs | Oro              | 12"59       |                                          |
| In rappresentanza della Squadra Unificata |                 |            |          |                  |             |                                          |
| 1992                                      | Giochi olimpici | Barcellona | 100 m hs | Quarti di finale | 13"06       |                                          |
| In rappresentanza della Svezia            |                 |            |          |                  |             |                                          |
| 1996                                      | Giochi olimpici | Atlanta    | 100 m hs | Oro              | 12"58       |                                          |
| 1997                                      | Mondiali        | Atene      | 100 m hs | Oro              | 12"50       | Miglior prestazione personale stagionale |
| 1999                                      | Mondiali        | Siviglia   | 100 m hs | Bronzo           | 12"47       | Miglior prestazione personale stagionale |

## Altre competizioni internazionali
1997
- Argento alla Grand Prix Final ( Fukuoka), 100 m hs - 12"48